# Akinobu Ósako
Akinobu Ósako (japonsky 大迫明伸), (* 27. listopadu 1960 v Nodžiri (野尻町, nyní součást města Kobajaši), Japonsko) jako nejmladší z pěti sourozenců, je bývalý japonský zápasník – judista, bronzový olympijský medailista z roku 1988.

## Sportovní kariéra
Judu se věnoval vrcholově jako student univerzity Tenri v Tenri. V japonské reprezentaci se prosadil až v 28 letech a zajistil si účast na olympijských hrách v Soulu, kde vybojoval bronzovou olympijskou medaili. Po skončení sportovní kariéry v roce 1990 se věnoval trenérské práci a později se prosadil jako špičkový mezinárodní sudí.

## Výsledky
| Olympijské hry    | 3. |     |
| Mistrovství světa |    | úč. |